# Välgita
Välgita är en by (estniska: küla) i Viljandi kommun i landskapet Viljandimaa i södra Estland. Byn ligger vid gränsen mot Põhja-Sakala kommun, cirka 120 kilometer söder om huvudstaden Tallinn, på en höjd av 83 meter över havet och antalet invånare är 105.
Terrängen runt Välgita är platt. Runt Välgita är det glesbefolkat, med 13 invånare per kvadratkilometer. Närmaste större samhälle är Viljandi, 12,4 km söder om Välgita. Omgivningarna runt Välgita är en mosaik av jordbruksmark och naturlig växtlighet.
Trakten ingår i den hemiboreala klimatzonen. Årsmedeltemperaturen i trakten är 2 °C. Den varmaste månaden är juli, då medeltemperaturen är 18 °C, och den kallaste är februari, med −12 °C.